# GameFan (magazine français)
GameFan est un magazine français consacré aux jeux vidéo publié entre 2004 et 2006.

## Présentation et historique
GameFan est un magazine français d'une centaine de pages consacré aux jeux vidéo sur console et en arcade, lancé en juin 2004 à 3,90 €,,. Le magazine, édité par Japan Culture Press et fondé « en partie par les anciens d'Arkadia, » (leur magazine précédent), est tiré à 60 000 exemplaires,, et les couvertures originales sont réalisées par Alfonso Recio,,. Initialement, le magazine propose une rubrique retrogaming, et sa parution est mensuelle,,. En difficulté, le magazine devient bimestriel en mai 2005. En juillet 2005, la rubrique retrogaming disparaît de GameFan pour donner naissance à un magazine spécialisé, Retro Game, dont le premier numéro est publié en septembre 2005 (et qui connaîtra quatre numéros). Le magazine sort aussi le hors-série Game Museum.[réf. nécessaire] La publication de GameFan s'arrête au numéro 14, sorti en juillet 2006.